# Van Fan
Van Yi-Chen Fan (chino tradicional: 范逸臣, pinyin: Fan Yichen, nace como 范佑臣, nombre Amis: 林纳斯 Lín Nasi, nacido el 3 de noviembre de 1978) es un cantante y actor taiwanés, de etnia Amis.

## Biografía
Es de la etnia Amis.
Estudió en el Instituto Nacional de Tecnología de Taichung.

## Carrera

### Música
Van Fan hizo su debut en 2002 con una canción, tema de la versión china My Sassy Girl, que fue producido en Corea del Sur. 
Después de su carrera como cantante sus admiradores empezaron aparecer en series de televisión local desde 2005, y saltó a la fama en la zona de la Gran China en 2008 tras el éxito considerable de Cabo N º 7, cuyos dos temas musicales como "Happy as Can Be" (China: 无 乐 不 作, pinyin: WU Lé Bú Zuo) y "South of Border" (en chino: 国境 之 南, pinyin: Guo Jing Zhi Nan) también son interpretadas por él.

### Televisión
En 2010, Van Fan desempeñado una actuación en la nueva película "El Artista Break-up" (en chino: 人 达 分手, pinyin: Fēnshŏu Dá Ren), producida por la estrella internacional Jackie Chan. La película fue filmada entre Pekín y Taiwán y se espera que sea lanzado en el Día de San Valentín de 2011.

## Filmografía

### Películas
- The Love Flu (2012)
- Let It Be (2012)
- Any Otherside (2012)
- The Break-up Artist (Target: 14 de febrero de 2011)
- Gangster Rock (2010)
- L-O-V-E (2009)
- Cape No.7 (2008)
- Days of Our Own (2016)